# Flutemazepam
Il flutemazepam è uno psicofarmaco appartenente alla categoria delle benzodiazepine, sviluppato da un team degli Stabilimenti Chimici Farmaceutici Riuniti SpA nel 1975. Questo farmaco è un analogo del temazepam che ha proprietà ipnotiche, sedative, amnesiche, ansiolitiche, anticonvulsivanti e miorilassanti scheletrici.

## Usi medici
Il flutazepam è indicato per il trattamento dell'insonnia grave ed è risultato essere molto efficace per il trattamento di gravi stati di ansia, attacchi di panico e grave insonnia.